# USS Franklin (CV-13)
El USS Franklin (CV-13) (también denominado CVA-13, CVS-13, y AVT-8, y apodado Big Ben) era un portaaviones de la clase Essex que operó en la Armada de Estados Unidos. Cuando fue introducido en la Armada se convirtió en el decimotercer portaaviones de la misma, y el quinto buque que recibía el nombre de Benjamin Franklin. El CV-13 destacó por ser el portaaviones superviviente de la Segunda Guerra Mundial que había recibido los ataques más duros. En la película de 1949 Task Force, protagonizada por Gary Cooper, se utilizaron filmaciones reales de dichos ataques.

## Entrada en servicio

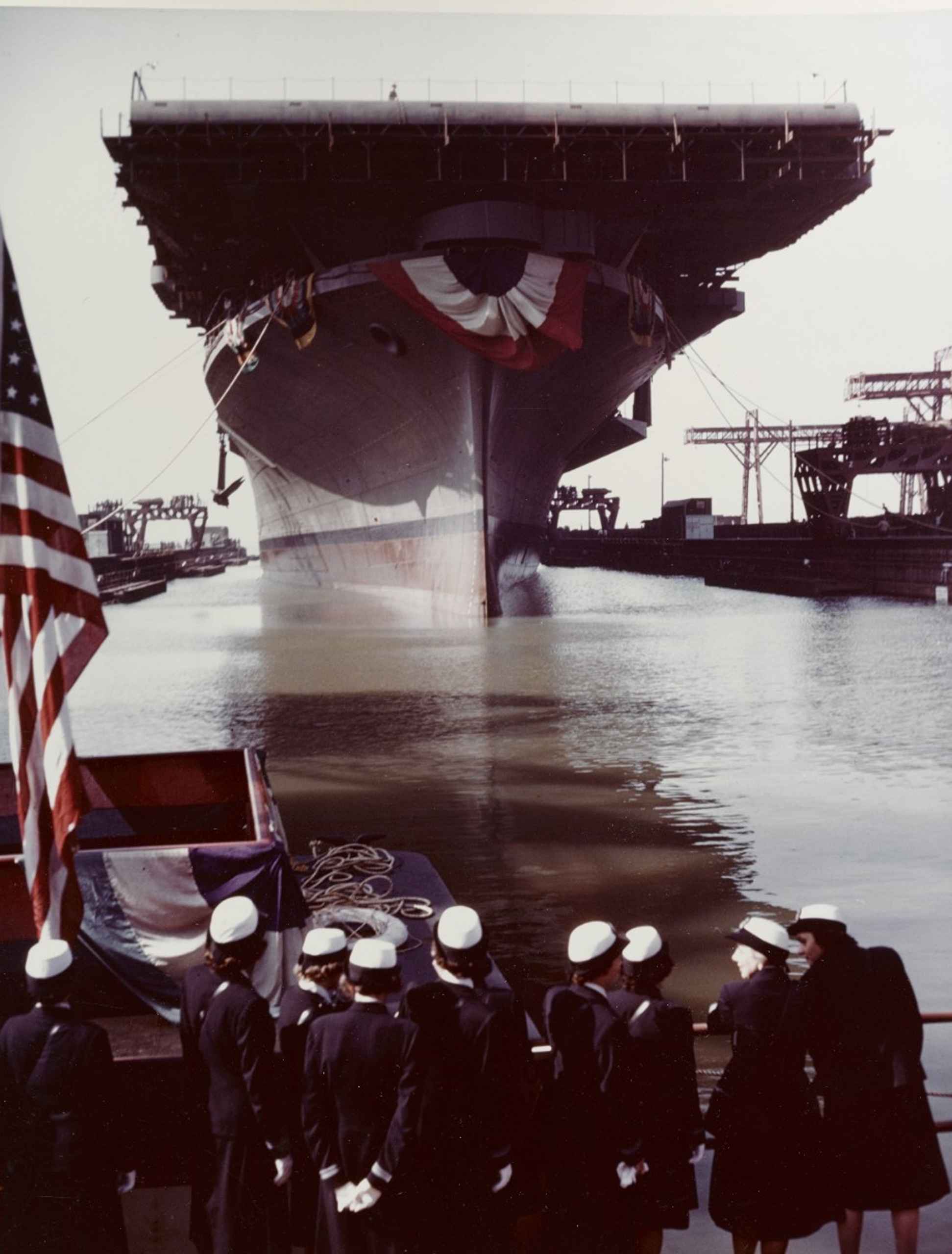
Botadura del USS Franklin.

El USS Franklin fue puesto en grada el 7 de diciembre de 1942 y su botadura tuvo lugar el 14 de octubre de 1943, en los astilleros de Newport News (Virginia). Entró en servicio el 31 de enero de 1944, bajo el mando del capitán James M. Shoemaker. Entre los miembros de su primera tripulación estaba una banda de música formada por expertos músicos profesionales que se encontraban haciendo su servicio militar, entre los que estaban Saxie Dowell y Deane Kincaide.
Su primera navegación, de pruebas, fue a la isla Trinidad, y poco después zarpó con el Task Group 27.7 (TG 27.7) hacia San Diego (California) para adiestramiento intensivo previo a las misiones de combate. En junio zarpó vía Pearl Harbor hacia Eniwetok, donde se unió al TG 58.2.

## Operaciones en las islas Ogasawara e islas Marianas
El último día de junio de 1944 salió al mar para realizar operaciones aéreas en las islas Ogasawara en apoyo de la campaña de las Marianas. Sus aeronaves consiguieron éxitos contra aviones tanto en tierra como en el aire y contra instalaciones artilleras, aeropuertos y tráfico naval enemigo. El 4 de julio los ataques se lanzaron contra Iwo Jima y las otras islas Ogasawara, Chichi Jima y Haha Jima, y sus aviones batieron el terreno, hundiendo en puerto un buque mercante de gran tonelaje e incendiando tres buques menores.
El 6 de julio inició ataques contra Guam y la isla Rota en apoyo de las fuerzas de invasión, continuando así hasta el 21 del mismo mes, cuando pasó a proporcionar apoyo directo para permitir un desembarco seguro a las primeras olas del asalto a Guam. Tras dos días de aprovisionamiento en Saipán se une a la Task Force 58 (TF-58) para misiones de reconocimiento fotográfico y ataque aéreo contra las islas Palaos. Sus aviones ejecutaron misiones los días 25 y 26, produciendo mucho daño en las aeronaves enemigas, las instalaciones de tierra y el tráfico marítimo. Volvió el 28 de julio hacia Saipán, y al día siguiente se integró en el TG-58.1.
Aunque las malas condiciones de mar desaconsejaban rearmar a bordo los aviones con las necesarias bombas y cohetes, el Franklin zarpó para otro raid contra las islas Ogasawara. El 4 de agosto fue un buen día para sus cazas, que atacaron Chichi Jima y sus bombarderos en picado y aviones torpederos que atacaron un convoy al norte de Ototo Jima. También fueron muy efectivos contra las estaciones radio, la base de hidroaviones, las pistas de aterrizaje y los buques.
Tras un período de mantenimiento y descanso entre el 9 y el 28 de agosto en Eniwetok, zarpó con el veterano portaaviones de flota USS Enterprise (CV-6) y los portaaviones ligeros USS Belleau Wood (CVL-24) y USS San Jacinto (CVL-30) para neutralización y ataques contra las islas Ogasawara. Desde el 31 de agosto hasta el 2 de septiembre, una serie de enérgicos y productivos ataques desde el Franklin produjeron muchos daños en tierra, hundieron dos buques de carga, derribaron numerosos aviones enemigos en vuelo y completaron misiones de vigilancia fotográfica.

## El apoyo a las operaciones de Peleliu
El 4 de septiembre el USS Franklin carga provisiones en Saipán y zarpa en el TG-38.1 para un ataque contra Yap (del 3 al 6 de septiembre) qué incluía apoyo aéreo directo para la Batalla de Peleliu del día 15. El grupo se reaprovisonó en la isla Manus del 21 al 25 de septiembre.
El Franklin, ahora como buque insignia del TG-38.4, regresó a la zona de Palau dónde lanzó patrullas diurnas y de caza nocturna. El 9 de octubre se reúne con los grupos de portaaviones cooperando en ataques aéreos en apoyo de la batalla de Leyte. Al crepúsculo del día 13, el Task Group es atacado por cuatro bombarderos, y el Franklin consigue escapar de dos torpedos. Un avión enemigo, un precursor de la futura campaña de kamikazes, impactó en la parte de proa de la cubierta del Franklin, cerca de la isla, deslizándose por su cubierta y cayendo al agua por estribor.

## El apoyo a las operaciones de la batalla del Golfo de Leyte
El día 14 a primera hora lanzó un ataque con cazas contra Aparri (Cagayán, Luzón) después del cual navegó hacia el este de Luzón para neutralizar instalaciones como medida previa a la invasión de Leyte. El 16 es atacado por tres aviones enemigos, uno de los cuales hizo blanco con una bomba en un ascensor, matando a tres personas e hiriendo a 22. El portaaviones continuó con sus operaciones diurnas, atacando con dureza la bahía de Manila el 19 de octubre, donde con sus aviones hundió numerosos barcos, dañó a otros muchos, logró destruir un dique flotante y derribó 11 aviones.

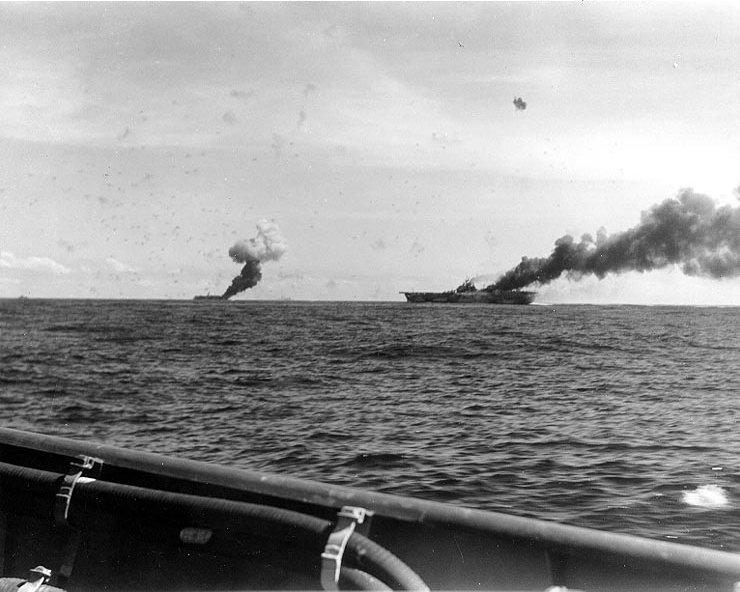
USS Belleau Wood (CVL-24) (izquierda) y el Franklin tras el ataque de los kamikazes, 30 de octubre de 1944.

Durante los desembarcos iniciales en la Isla de Leyte (20 de octubre) sus aviones atacaron a las pistas de aterrizaje enemigas próximas, y se lanzaron patrullas de búsqueda para anticiparse a la aproximación prevista de fuerzas de ataque enemigas. El 24 de octubre por la mañana, en la batalla del mar de Sibuyan, sus aviones formaron parte de las oleadas que atacaron a la Primera Fuerza de ataque Japonesa, mandada por el vicealmirante Takeo Kurita), ayudando así al hundimiento del acorazado japonés Musashi al sur de Luzon, y produciendo averías a los acorazados Fuso y Yamashiro y hundiendo al destructor Wakaba. Como la nueva amenaza enemiga parecía materializarse en otra zona, el Franklin con los TGs 38.4, 38.3, y 38.2 se dirige rápidamente para interceptar la nueva fuerza de portaaviones japonesa y atacarla al amanecer. Esa lejana fuerza de portaaviones era en realidad un engaño sacrificable, ya que los japoneses no disponían casi de aviones operativos y, aún más importante, estaban muy escasos de pilotos adiestrados, pero el almirante al mando de la fuerza estadounidense William Halsey, cayó en la trampa y se dirigió a toda máquina en su búsqueda sin comunicar claramente sus intenciones al mando, lo que provocó que el almirante Chester Nimitz tuviese que preguntarle donde estaba al ver que había abandonado su teatro de operaciones. Los grupos aéreos de ataque del Franklin, combinados con los de los otros portaaviones, atacan el 25 de octubre en la batalla del Cabo Engaño, averiando al portaaviones japonés Chiyoda (que sería hundido por el fuego de un crucero estadounidense) y hundiendo al portaaviones ligero Zuiho.
El CV-13 se separó de su TG para repostar, volviendo a la acción de Leyte el 27 de octubre. Sus aeronaves se concentraron sobre un crucero pesado y dos destructores al sur de Mindoro. Estaba navegando a unas 1000 millas (1600 km) cerca de la isla de Samar el 30 de octubre aparecieron bombarderos enemigos en una misión suicida. Tres de ellos persiguieron obstinadamente al Franklin, cayendo el primero al agua por estribor, el segundo se estrelló en la cubierta de vuelo y llegó hasta la galería sembrando destrucción, matando a 56 marineros e hiriendo a 60; el tercero falló por poco al Franklin.
Los dos buques se retiraron a Ulithi para las reparaciones temporales, y el Franklin se dirigió al astillero naval de Puget Sound a donde llega el 28 de noviembre de 1944 para las reparaciones de daños en combate. En 7 de noviembre, el capitán Leslie H. Gehres había relevado a Shoemaker como comandante.
El USS Franklin zarpó de Bremerton (Washington) el 2 de febrero de 1945, y después de efectuar ejercicios de adiestramiento y calificación de pilotos, se una al TG-58.2 para ataques aéreos al territorio de Japón, en apoyo de los desembarcos en Okinawa. El 15 de marzo se reúne con las unidades de la TG-58, y tres días después lanzan exploraciones y ataques contra Kagoshima y Izumi en la parte sur de Kyūshū.

## El ataque de 19 de marzo de 1945

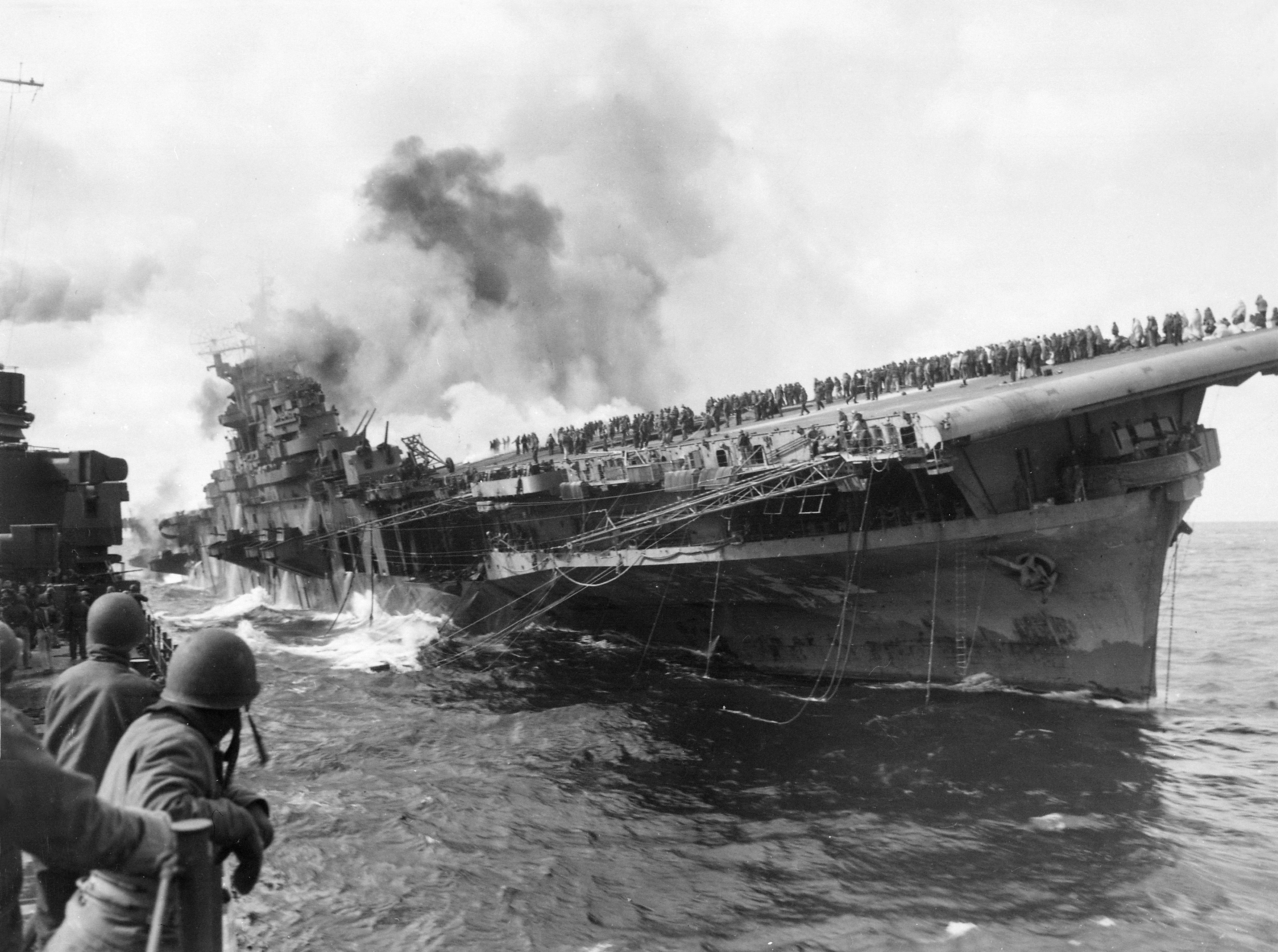
El USS Franklin (CV-13) escorado, en llamas y con la tripulación en cubierta el 19 de marzo de 1945, visto desde el crucero Santa Fe.

Antes del amanecer del 19 de marzo de 1945, el Franklin, que había maniobrado para estar a menos de 50 millas de Japón, más cerca que cualquier otro portaaviones estadounidense durante la guerra, lanzó una patrulla de cazas de exploración sobre Honshu, y más tarde, un ataque aéreo contra el tráfico marítimo del puerto de Kōbe. Súbitamente un único avión japonés, que se cree era un bombardero en picado, para unos un Yokosuka D4Y y para otros un Aichi D3A, salió de entre las nubes y volando a baja cota se dirigió hacia el portaaviones, contra el que lanzó dos bombas semiperforantes. El análisis de daños concluyó que las bombas eran de 250 kg (500 libras), y que ni los D4Y, ni los D3A ni ningún monomotor japonés podían utilizarlas para bombardeo horizontal, por lo que podría haber sido un Aichi B7A. Los relatos tampoco se ponen de acuerdo sobre si el avión atacante escapó o fue derribado.
Sea como fuere, una bomba impactó en la línea central de la cubierta de vuelo, entrando en la cubierta de hangar, causando daños e incendios en las cubiertas dos y tres, y destruyendo el Centro de Información de Combate y la torre de control de vuelo. La segunda bomba impactó en la popa, atravesando dos cubiertas y provocando incendios que hicieron explotar municiones, bombas y cohetes. El Franklin se empezó a escorar, inclinándose 13º a estribor, por lo que los miembros de la tripulación inundaron los compartimentos del otro lado del barco para impedir que volcara. En el ataque fallecieron 724 personas, mientras que hubo 265 heridos, que fueron rescatados por el crucero USS Santa Fe (CL-60), que ayudó a sofocar las llamas que cubrían al Franklin, además de transportar también los cadáveres. A pesar de los graves daños sufridos en el ataque, el USS Franklin pudo navegar y poner rumbo a Nueva York, donde sería reparado.

## El regreso a los Estados Unidos para reparaciones

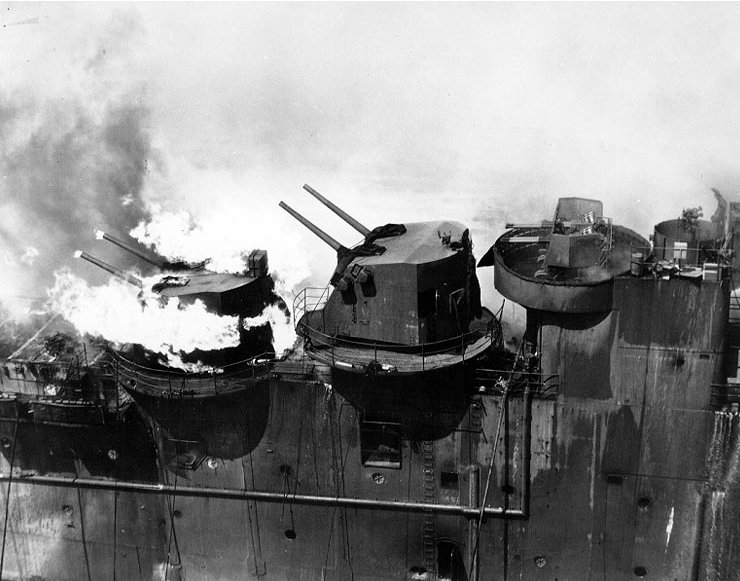
Una torreta del Franklin con dos cañones de 5 pulgadas ardiendo, tras el ataque del 19 de marzo de 1945.

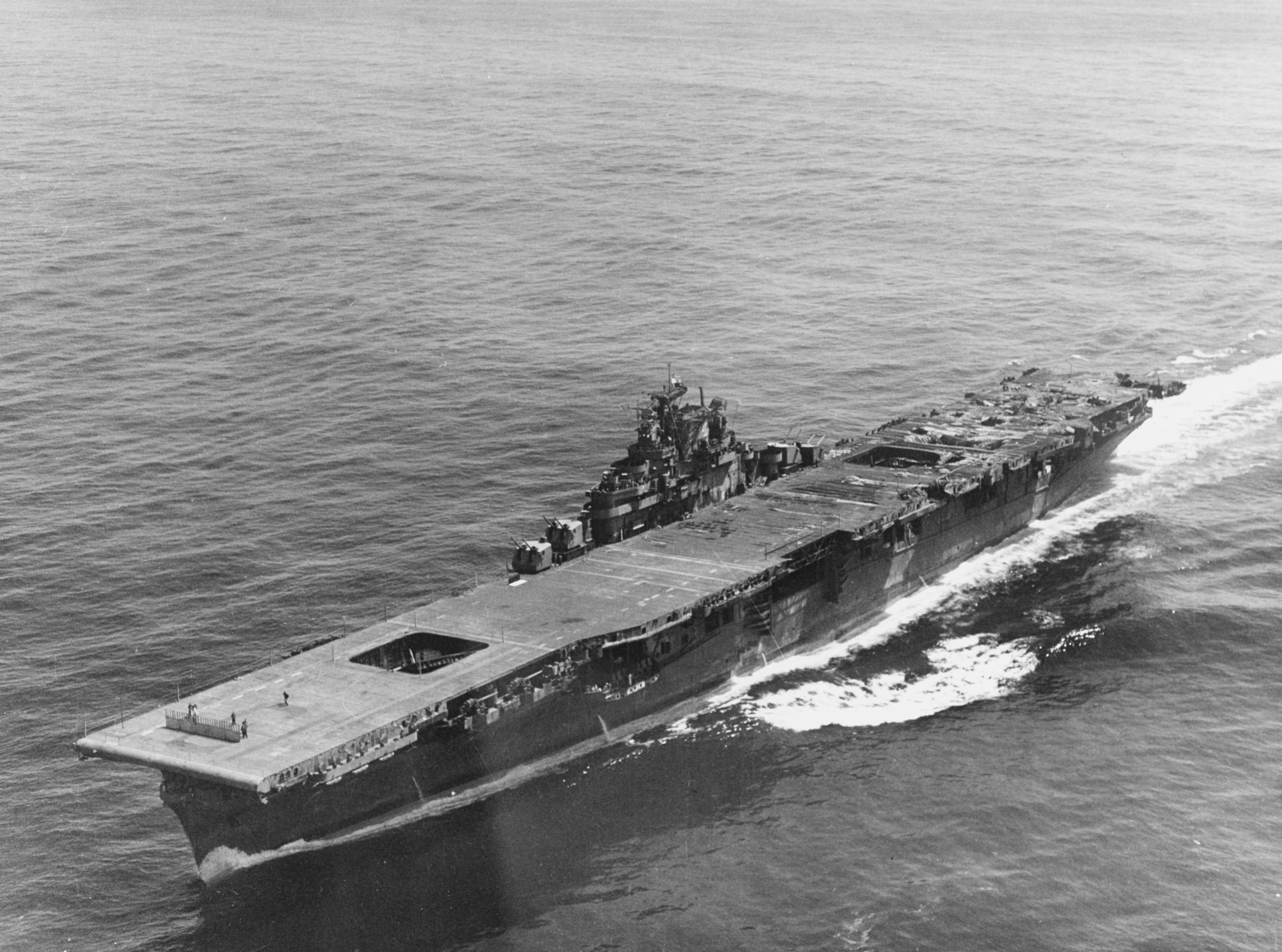
El USS Franklin (CV-13), llegando a Nueva York, el 26 de abril de 1945. Se pueden ver los daños sufridos por los ataques en la popa de su cubierta de vuelo.

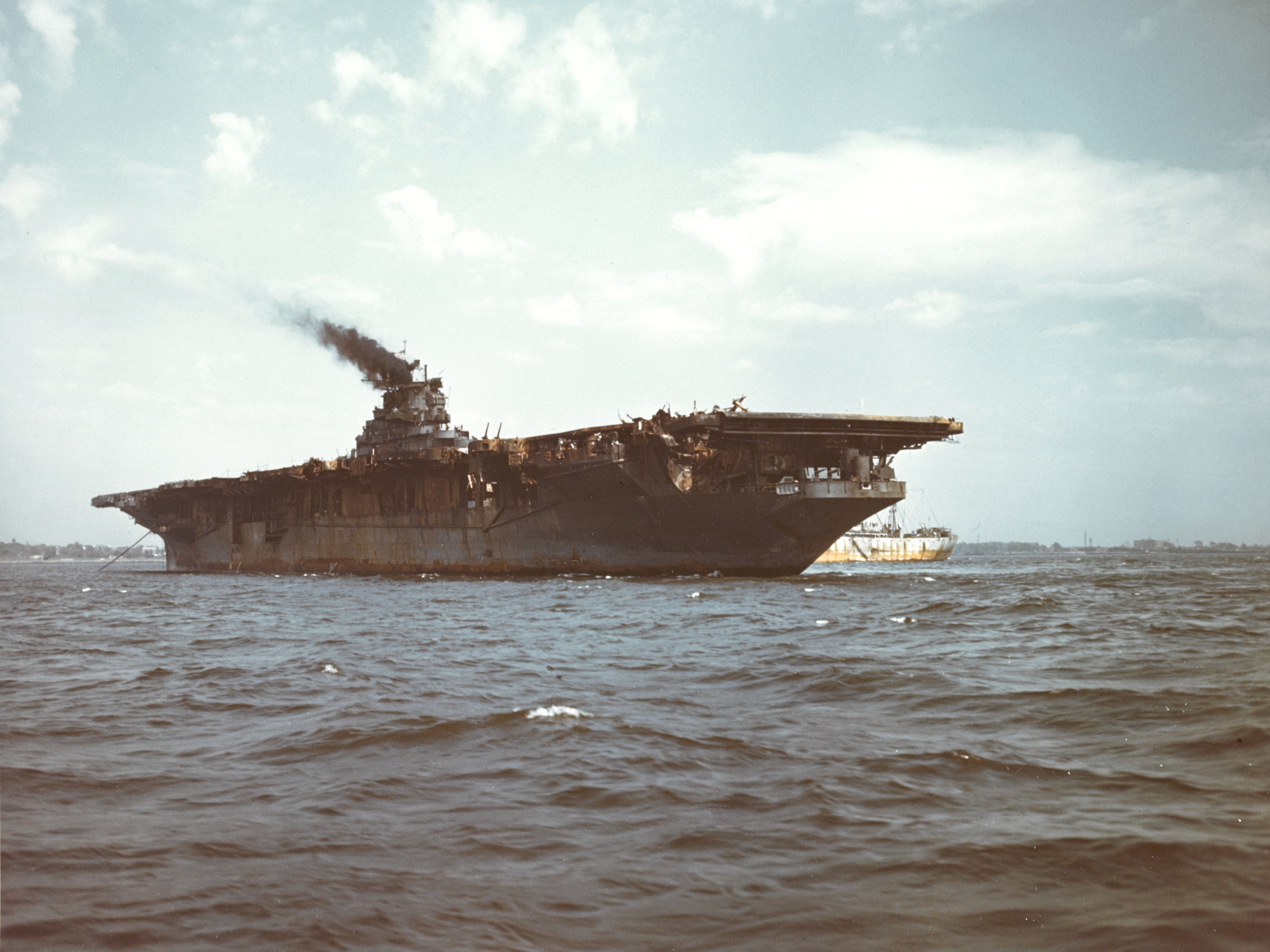
El USS Franklin (CV-13) anclado en el puerto de Nueva York, el 28 de abril de 1945.

El Franklin fue remolcado por el USS Pittsburgh (CA-72) hasta que pudo alcanzar una velocidad de 14 nudos (26 km/h), poniendo rumbo hacia Ulithi, y de allí a Pearl Harbor, en donde se le limpiaron los fondos y pudo navegar propulsado por sus máquinas hasta el Astillero Naval de Brooklyn, en Nueva York, al que llegó el 28 de abril de ese mismo año.
Hasta la llegada del buque, existió una creciente controversia acerca del modo de actuar de la tripulación durante el combate; el capitán Gehres acusó de deserción a varios tripulantes que habían abandonado el buque el 19 de marzo, incluso a aquellos que saltaron al agua para evitar ser quemados o que pensaron que se había ordenado abandonar el barco. Mientras el buque se dirigía hacia Ulithi, Gehres proclamó que 704 tripulantes serían miembros del Big Ben 704 Club por haberse quedado a bordo del buque dañado. Pero en Nueva York, los investigadores descubrieron que solamente 400 eran tripulantes del Franklin y que los otros habían vuelto antes y durante la escala en Ulithi. Todos los cargos fueron retirados. A pesar de los severos daños, finalmente el Franklin fue exitosamente reparado.
La historia de la casi destrucción del buque y su rescate fue narrada en el documental de la época la saga del Franklin.

## La posguerra
Tras el fin de la guerra, el Franklin fue abierto al público para las celebraciones del Día de la Armada. El 17 de febrero de 1947, fue retirado del servicio en Bayonne (Nueva Jersey).
Mientras el Franklin se hallaba anclado como buque de reserva en Bayonne, fue reasignado el 1 de octubre de 1952 como el portaaviones de ataque CVA-13, como el portaaviones de apoyo para guerra antisubmarina CVS-13 el 8 de agosto de 1953, y finalmente como transporte de aviones AVT-8 el 15 de mayo de 1959. Al final, el buque jamás zarpó de nuevo y fue eliminado del Registro de Buques de la Armada el 1 de octubre de 1964. Al igual que su gemelo, el USS Bunker Hill (CV-17), que también sufrió graves daños debido a los ataques aéreos, fueron los únicos portaaviones de su clase que no sirvieron activamente tras la guerra a pesar de que sus daños habían sido exitosamente reparados.
Aunque la Armada vendió inicialmente el buque a la Peck Iron and Metal Company de Portsmouth (Virginia), tuvo que recuperarlo debido a un urgente pedido de la Oficina de Navíos para emplear sus cuatro turbinas de vapor. Sin embargo, el 27 de julio de 1966 finalmente fue vendido a la Portsmouth Salvage Company de Chesapeake (Virginia) para ser desmantelado. Fue remolcado desde su base el 1 de agosto de 1966.
El USS Franklin recibió cuatro Estrellas de Batalla por su servicio en la Segunda Guerra Mundial.

### Buques de la clase
• USS Essex (CV-9)
• USS Yorktown (CV-10)
• USS Intrepid (CV-11)
• USS Hornet (CV-12)
• USS Ticonderoga (CV-14)
• USS Randolph (CV-15)
• USS Lexington (CV-16)
• USS Bunker Hill (CV-17)
• USS Wasp (CV-18)
• USS Hancock (CV-19)
• USS Bennington (CV-20)
• USS Boxer (CV-21)
• USS Bon Homme Richard (CV-31)
• USS Leyte (CV-32)
• USS Kearsarge (CV-33)
• USS Oriskany (CV-34)
• USS Antietam (CV-36)
• USS Princeton (CV-37)
• USS Shangri-La (CV-38)
• USS Lake Champlain (CV-39)
• USS Tarawa (CV-40)
• USS Valley Forge (CV-45)
• USS Philippine Sea (CV-47)

### Listas relacionadas
• Portaaviones de Estados Unidos
• Portaaviones por país